# Michael Winner
Robert Michael Winner (Londra, 30 ottobre 1935 – Londra, 21 gennaio 2013) è stato un regista, sceneggiatore, produttore cinematografico, gastronomo e scrittore britannico.

## Biografia
Nato in un'agiata famiglia ebraica (il padre era russo, la madre polacca), dopo aver studiato legge presso il Downing College, Cambridge, si avvicinò al mondo del cinema facendo l'assistente alla regia in serie televisive, cortometraggi e scrivendo sceneggiature. Fu accreditato per la prima volta nel 1958 nella sceneggiatura del film di Montgomery Tully Man with a Guny.

### Gli anni sessanta a Londra
Diventò presto uno dei narratori controversi della Swinging London, iniziando con il thriller di spionaggio Shoot to Kill (1961) e Play It Cool (1962).,Il suo primo film di rilievo fu il giallo Chiamate West 11: risponde un assassino (1963), che narra le vicende di un uomo che ha perso tutto e accetta di commettere un omicidio per denaro, nell'allora degradato quartiere londinese di Notting Hill: girato sul posto (una delle caratteristiche di Winner), la pellicola rimane "un interessante contributo per l'onda realismo della classe operaia dei primi anni 1960".
Dopo alcune divergenze con il produttore Daniel Angel, Winner (che avrebbe voluto Julie Christie nel ruolo di protagonista femminile) decise di crearsi la propria compagnia di produzione, la Scimitar. Diresse e produsse quindi The System (1964) e Il complesso del sesso (1967), con Orson Welles, in cui continuò l'esplorazione della gioventù inglese della Londra degli anni sessanta. Con I ribelli di Carnaby Street, terzo film in cui diresse il giovane Oliver Reed, fu candidato al Golden Globe per il miglior film straniero in lingua inglese nel 1968. Si trasferì quindi a Hollywood e cambiò stile di ripresa, cominciando a dirigere film di azione, spesso violenta.

### Gli anni sessanta e ottanta a Hollywood
Dopo aver diretto Marlon Brando in Improvvisamente, un uomo nella notte (1971) e la coppia di divi Burt Lancaster-Alain Delon in Scorpio (1973), iniziò nel 1974 la discussa serie de Il giustiziere della notte con Charles Bronson (che aveva già diretto nel 1972 nel western Chato e nel thriller Professione: assassino); Winner è stato il regista dei primi tre capitoli della saga.

### Gli anni successivi
Winner diede vita nel 1984 all'organizzazione Police Memorial Trust, con sede a Londra, che raccoglie fondi per erigere dei monumenti commemorativi agli agenti di polizia deceduti durante azioni di strada. L'organizzazione venne istituita dopo che il 17 aprile 1984 l'agente di polizia Yvonne Fletcher venne uccisa durante degli scontri a fuoco a St James's Square nei pressi dell'ambasciata libica. Scrittore con diversi libri all'attivo, soprattutto di gastronomia, una sua grande passione, è deceduto nel 2013 all'età di 77 anni per una malattia al fegato.

## Filmografia
- Shoot to Kill (1960)
- Some Like It Cool (1961)
- Old Mac (1961)
- Out of the Shadow (1961)
- Play it Cool (1962)
- The Cool Mikado (1962)
- Chiamate West 11: risponde un assassino (West 11) (1963)
- The System (1964)
- You Must Be Joking! (1965)
- Il complesso del sesso (I'll Never Forget What's is name) (1967)
- I ribelli di Carnaby Street (The Jokers) (1967)
- La straordinaria fuga dal campo 7A (Hannibal Brooks) (1969)
- I formidabili (The Games) (1970)
- Io sono la legge (Lawman) (1971)
- Improvvisamente, un uomo nella notte (The Nightcomers) (1972)
- Chato (Chato's Land) (1972)
- Professione: assassino (The Mechanic) (1972)
- Scorpio (1973)
- L'assassino di pietra (The Stone Killer) (1973)
- Il giustiziere della notte (Death Wish) (1974)
- Won Ton Ton, il cane che salvò Hollywood (Won Ton Ton, the Dog Who Saved Hollywood) (1976)
- Sentinel (The Sentinel) (1977)
- Marlowe indaga (The Big Sleep) (1978)
- Bocca da fuoco (Firepower) (1979)
- Il giustiziere della notte n. 2 (Death Wish II) (1982)
- L'avventuriera perversa (The Wicked Lady) (1983)
- La casa in Hell Street (Scream for Help) (1984)
- Il giustiziere della notte 3 (Death Wish 3) (1985)
- L'opera del seduttore (A Chorus of Disapproval) (1988)
- Appuntamento con la morte (Appointment with Death) (1988)
- Doppia coppia all'otto di picche (Bullseye!) (1990)
- Sporco Week-End (Dirty Weekend) (1993)
- Parting Shots (1999)
- Burke and Hare (2010)

### Testi su Michael Winner
- Gough-Yates, Kevin, Michael Winner - Director, Londra, National Film Theatre, 1970
- Harding, Bill, The Films of Michael Winner, Londra, Frederick Muller, 1978
- McFarlane, Brian, An Autobiography of British Cinema, Londra, Methuen, 1997
- Andrew Spicer, Directors in British and Irish Cinema, 2006

### Opere
- Winner, Michael, Winner's Dinners: The Good, the Bad and the Unspeakable, Robson Books Ltd, London, 1999
- id., Winner Takes All: a Life of Sorts, Londra, 2004 - autobiografia
- id., The Fat Pig Diet, JR Books Ltd, 2007
- id. The Winner Guide to Dining and Whining